# Steven Moreira
Steven Moreira (Noisy-le-Grand, 13 de agosto de 1994) é um futebolista profissional francês que atua como defensor. Atualmente defende o Columbus Crew e a Seleção Cabo-Verdiana.

## Carreira
Produto da academia de jovens do Rennes, Moreira garantiu um contrato profissional com o time bretão em 2013 e marcou seu primeiro gol profissional pelo Rennes em 19 de janeiro de 2016 em uma partida da Copa da França, marcando o único gol de sua equipe na derrota por 3 a 1 para o Bourg-en-Bresse. Moreria ingressou no Lorient em 30 de agosto de 2016 por € 1,2 milhão, assinando um contrato de quatro anos.
Moreira foi transferido para o Toulouse em 10 de agosto de 2018 e concordou com os termos de um contrato de três anos.
Em agosto de 2021, Moreira assinou com o Columbus Crew em uma transferência gratuita, com opções da equipe para estender seu contrato até o final da temporada de 2023.

## Carreira por seleções
Nascido na França, Moreira é descendente de cabo-verdianos e é um ex-jogador da seleção juvenil da França. Ele jogou no Campeonato Europeu Sub-19 de 2013, terminando como vice-campeão. Ele foi convocado para a seleção de Cabo Verde para uma série de amistosos em outubro de 2023. Ele fez parte da seleção de Cabo Verde que chegou às quartas de final da Campeonato Africano das Nações de 2023.

## Títulos
Columbus Crew
- Campeones Cup: 2021
- MLS Cup: 2023
- Copa das Ligas: 2024

### Prêmios individuais
- MLS All-Star: 2024